# Heinrich Ambros Eckert

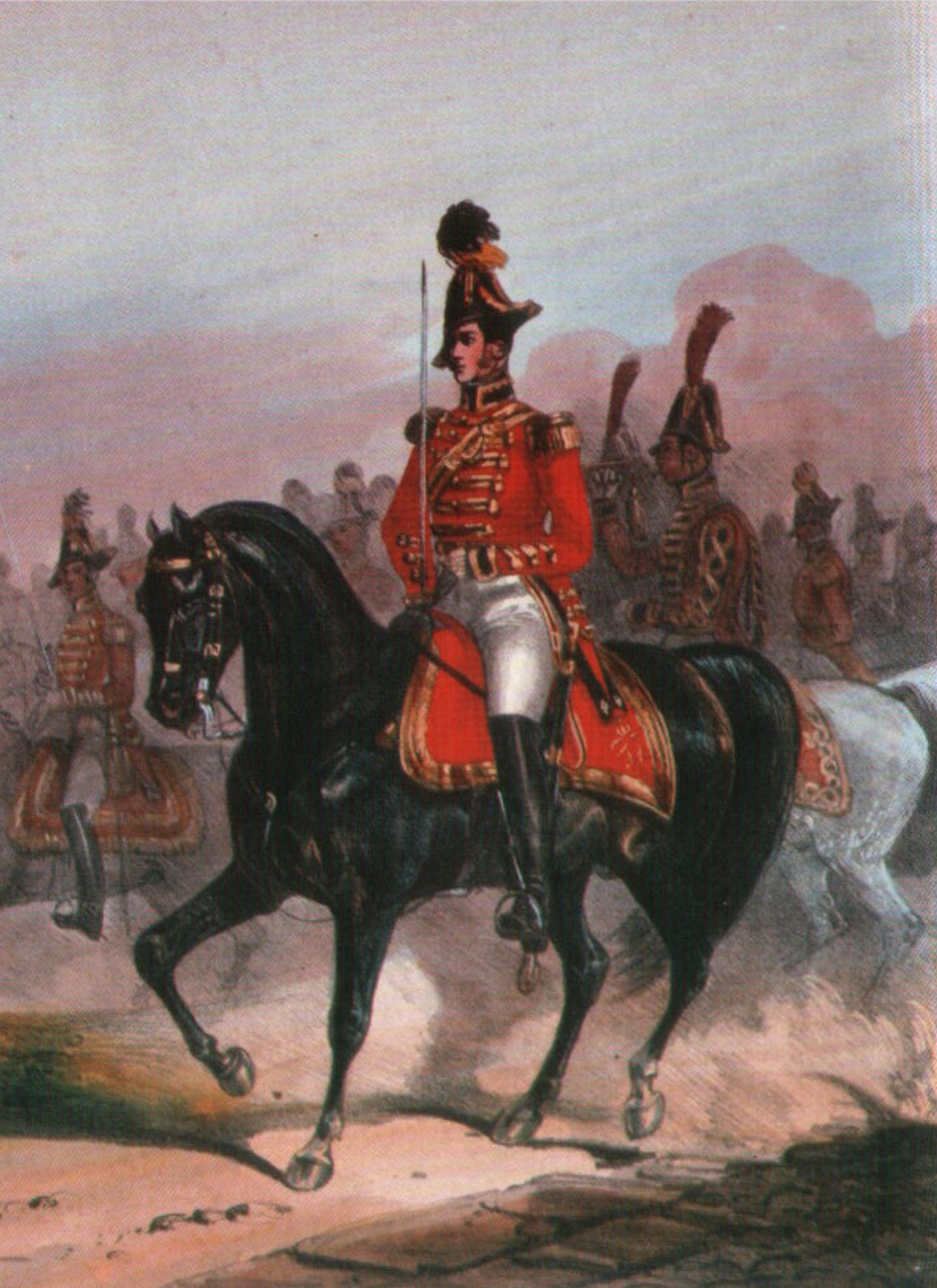
Heinrich Ambros Eckert, Berittener Gardist der Arcièrenleibgarde, Kunstbibliothek – Staatliche Museen zu Berlin

Heinrich Ambros Eckert (auch Heinrich Ambrosius Eckert; * 16. Oktober 1807 in Würzburg; † 10. Februar 1840 in München) war ein deutscher Historien-, Schlachten- und Genremaler sowie Lithograf.

## Leben

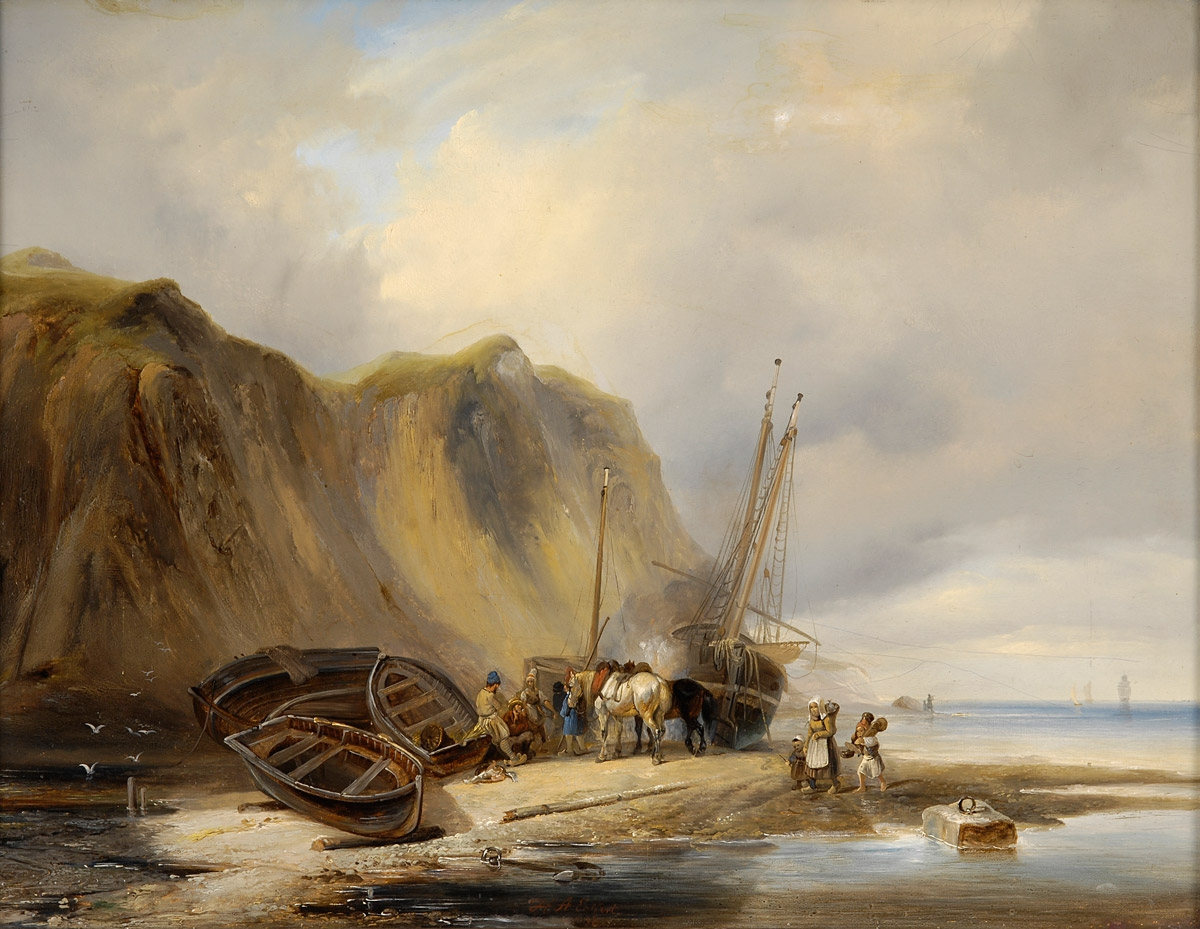
Heinrich Ambros Eckert, Strandszene mit Fischervolk

Heinrich Ambros Eckert war der Sohn eines Metzgermeisters. Nach der Lehre bei Carl Caspar Fesel immatrikulierte er sich am 2. November 1825 an der Münchner Königlichen Akademie der bildenden Künste für das Fach Historienmalerei, wo er sich an Peter von Hess und Albrecht Adam orientierte. Studienreisen führten ihn nach Tirol und Frankreich, 1831 reiste er nach Paris, von dort in die Bretagne und die Normandie; eventuell besuchte er auch Russland. 1834 kehrte er nach München zurück. Von 1835 bis 1840 erstellte er rund 800 Lithografien für das umfassende Werk Sämtliche Truppenverbände Europas in Zusammenarbeit mit Dietrich Monten. Das Werk erschien zwischen 1838 und 1843 bei Christian Weiß in Würzburg. Neben Kriegs- und Jagdszenen, Schlachtengemälden und  Pferdedarstellungen malte er auch Meeres- und Hafenansichten.

## Illustrationen
- Das deutsche Bundesheer in charakteristischen Gruppen, Würzburg 1835–1840 Digitalisat Digitalisat
- Das deutsche Bundesheer und das Militär der Schweiz, Dortmund, Harenberg (Reprint)